# Mesochra timsae
Mesochra timsae är en kräftdjursart som beskrevs av Gurney 1927. Mesochra timsae ingår i släktet Mesochra och familjen Canthocamptidae. Inga underarter finns listade i Catalogue of Life.